# Wojciech Nasierowski
Wojciech Nasierowski (ur. 23 kwietnia 1954 w Warszawie) – polsko-kanadyjski naukowiec i nauczyciel akademicki w zakresie innowacyjności, zarządzania strategicznego, projektowania organizacji, biznesu międzynarodowego.

## Wykształcenie
Ukończył Politechnikę Warszawską, Wydział Mechaniczny-Technologiczny, w Instytucie Organizacji Zarządzania (1976), oraz Wydział Inżynierii Sanitarnej i Wodnej (1980). Praca magisterska, napisana pod kierunkiem profesora Tadeusza Krupy wyróżniona została w konkursie na najlepsze prace magisterskie zorganizowanym przez Towarzystwo Naukowej Organizacji i Kierowania. W 1986 roku obronił pracę doktorską „Koncepcje pomiarów systemów organizacyjnych – ograniczenia i problemy”, której promotorem był profesor Bogdan Wawrzyniak. Habilitację „Zarządzanie rozwojem techniki i perspektywa krajowych systemów” obronił w 1998.

## Kariera zawodowa
W latach 1976–1986 pracował na Politechnice Warszawskiej. W tym czasie był także zatrudniony w Warszawskim Centrum Studenckiego Ruchu Naukowego oraz Spółce Studenckiej „El-ME-CHEM”. W latach 1987–1990 pracował na Uniwersytecie Laurentyńskim w Sudbury. Od 1991 do 2017 był zatrudniony na Wydziale Business Administration na Uniwersytecie Nowego Brunszwiku, Fredericton, Kanada, gdzie w 1996 roku uzyskał tytuł profesora. Od 2017 pracuje na Uniwersytecie Nowego Brunszwiku jako Independent Researcher. Od 2009 roku jest zatrudniony jako profesor w Społecznej Akademii Nauk.
W czasie dotychczasowej kariery zawodowej pracował także w Canadian School of Management w Toronto oraz w Europejskim Uniwersytecie Viadrina we Frankfurcie nad Odrą, Niemcy.
W trakcie swojej pracy zajmował się obszarami dotyczącymi zarządzania:
- innowacjami i technologią zarówno w zakresie makro- jak i mikro-ekonomicznym: wybieranie wartościowych z komercyjnego punktu widzenia projektów, zamienianie pomysłów w biznes, techniczna sprawność innowacji (wykorzystanie metody DEA), sprawy kreatywności;
- strategicznego, formułowania strategii, restrukturyzacji przedsiębiorstw i projektowania struktur, różnych poziomów analizy firm;
- w różnych kulturach.

Doświadczenie w tych zakresach dotyczy głównie sektora wytwórczego.
Prowadził szkolenia i seminaria naukowe w ponad dwudziestu krajach, m.in.: w Polsce (Uniwersytet Ekonomiczny w Krakowie, KUL), na Filipinach (De La Salle University), we Francji Portugalii, Meksyku, Malezji, Słowenii, na Tajwanie, w Turcji.
Był członkiem Rady Naukowej „Przeglądu Prawno-Ekonomicznego” Wydziału Prawa i Nauk o Społeczeństwie.
Był recenzentem artykułów i podań o granty w: Academy of Management; Decision Sciences Institute; Journal of Organizational Change and Management; Academy for International Business; Foundations of Management; Journal of Small Business and Entrepreneurship; Organisational Sciences Quarterly; Association of Universities and Colleges of Canada; Journal of Euromarketing; Journal for East-West Business Studies; Social Sciences and Humanities Research Council. Wykładał w szkołach wyższych i uniwersytetach na całym świecie, między innymi w Polsce (Szkoła Główna Handlowa; Politechnika Warszawska; Politechnika Rzeszowska, Uniwersytet Ekonomiczny w Krakowie, Uniwersytet Łódzki), Niemczech, Singapurze, Hongkongu, Meksyku, Czechach, Łotwie, Trynidadzie, Egipcie, Indonezji, na Tajwanie, Ukrainie prowadząc zajęcia z takich przedmiotów, jak: zarządzanie rozwojem projektów; zarządzanie strategiczne, projektowanie organizacji, biznes międzynarodowy, a okazjonalnie zarządzanie w kryzysie; kompleksowe zarządzanie jakością, teoria podejmowania decyzji, zarządzanie rozwojem techniki, komputerowe systemy zarządzania, zarządzanie projektami, marketing międzynarodowy.

## Dowody uznania za osiągnięcia, granty
Wyróżnienia: Canadian International Development Agency (CIDA); Nagrody Rektora Politechniki Warszawskiej za osiągnięcia w pracach badawczych, List specjalnego uznania z De La Salle University, Manila, Filipiny, „Club Exporta” w ITESM, Campus San Luis Potosi, Meksyk; dyplom uznania i nominacja do nagrody Roberta W.Pearsona w Północno-Wschodnim oddziale Instytutu Podejmowania Decyzji; nagroda za najlepszy artykuł konferencyjny – Konferencja Atlantyckich Szkół Biznesu.
Srebrny Krzyż Zasługi (2005) w uznaniu wkładu w rozwój i propagowanie polskich nauk o zarządzaniu i organizacji.
Granty m.in. z: Rada Badań w Zakresie Nauk Społecznych I Humanistycznych (SSHRC) (Kanada); Ministerstwo Spraw Zagranicznych (Kanada); Stowarzyszenie Dziekanów Południowo-Wschodniej Azji; Tamkang University (Taiwan); ITESM (Meksyk); Komitet Badań Naukowych (Polska); Dalhousie University, Halifax, Kanada.

## Dorobek naukowy

### Publikacje referowane (łącznie 150)
Wojciech Nasierowski jest autorem siedemdziesięciu referowanych publikacji. Te, które autor uznaje za najbardziej ważne w rozwoju kariery zawodowej, lub najczęściej cytowane to:
- Nasierowski W., Composite Indexes of Economic and Social Performance: Do they provide valuable information[6], Foundations of Management, Vol. 8, Issue 1, ss. 167-174 (ISSN 2300-5661) (2016).
- Nasierowski W., Arcelus F., What is Innovativeness: Literature review, Foundations of Management[7], Vol 4, No. 1. ss.63-74 (ISSN 2300-5661) (2012).
- Nasierowski W., Technical efficiency of efforts to enhance innovativeness in European Union[8], International Journal of Innovation and Technology Management, Vol. 7, Issue 4, ss.389-404 (ISSN 0219-8770) (2010).
- Nasierowski W., Arcelus F., On the efficiency of National Innovation Systems[9], Socio-Economic Planning Sciences, 37, ss. 215-234 (ISSN 0038-0121) (2003).
- Nasierowski W., Arcelus F., Interrelationships among the elements of National Innovation Systems: A statistical evaluation[10], European Journal of Operations Research, 119, ss.235-253 (ISSN 0377-2217) (1999).
- Nasierowski W., A conceptual framework for formalization of National Innovation Systems[11], Foundations of Management, Vol 1, No. 2., ss.159-166: (2009).
- Nasierowski W., Mikuła B., Culture Dimensions of Polish Managers: Hofstede's Indices[12], Organisation Studies, Vol 19, No 3, ss.495-509: (1998).
- Nasierowski W., Rethinking corporate restructuring: A comparison of the four central approaches, Technology Analysis & Strategic Management, Vol 9, No 1, ss.75-84: (1997).
- Nasierowski W., The Essence and Dilemmas of Measurement in the Sciences of Organization[13], Scientometrix, Vol 14, No 5-6, pp. 435–452: (1988) – streszczenie pracy doktorskiej.
- Nasierowski W., Otoczenie organizacji. Przegląd metod mierzenia, Problemy Organizacji, TNOiK, ss.173-199: (1985).
- Nasierowski W., Metoda GERT, Przegląd Organizacji, 2/78, TNOiK, ss.70-76: (1978).

Na szczególną uwagę zasługują prace z zakresu zastosowania metod ilościowych w zagadnieniach rozwoju techniki i innowacyjności. Przyjmuje się, że Wojciech Nasierowski wraz z Francisco Arcelus byli inicjatorami ilościowego podejścia do analizy sprawności Narodowych Systemów Innowacyjności (Balzat M., Hanusch H., Recent Trends in the Research on National Innovation Systems [w] Journal of Evolutionary Economics, 14, 2004, ss.197-210 – patrz str. 202-203).

### Książki (łącznie 10)
- Nasierowski W., Formułowanie strategii przedsiębiorstwa: Klasyka[15], Difin, Warszawa 2018 ISBN 978-83-8085-564-9
- Nasierowski W., International Business: Essentials, Pearson, Boston 2012 (ISBN 978-1-256-70139-2).
- Nasierowski W., Strategic Management: En-route to Competitive Strategy, McGraw-Hill Ryerson, Toronto ISBN 978-125906801-0.
- Nasierowski W., Zarządzanie rozwojem techniki: Perspektywa krajowych systemów, Euromanagement, POLTEXT, Warszawa 1997 ISBN 83-86890-29-0.

Nierecenzowane raporty wydane jako książki:
- Nasierowski W., 2017, Assessing technical efficiency of innovations in Canada: A global snapshot, The University of New Brunswick Press, Fredericton ISBN 978-1-55131-193-7.
- Nasierowski W., 2017, Sprawność działań proinnowacyjnych w Polsce z perspektywy Unii Europejskiej, The University of New Brunswick Press, Fredericton ISBN 978-1-55131-192-0

Ponadto w dorobku W.Nasierowskiego są rozdziały w książkach, broszury dla celów szkoleniowych, artykuły w gazetach i recenzje książek, publikacje zeszytach naukowych Uniwersytetu Nowego Brunszwiku oraz Uniwersytetu Laurentyńskiego.